# Randy's Donuts

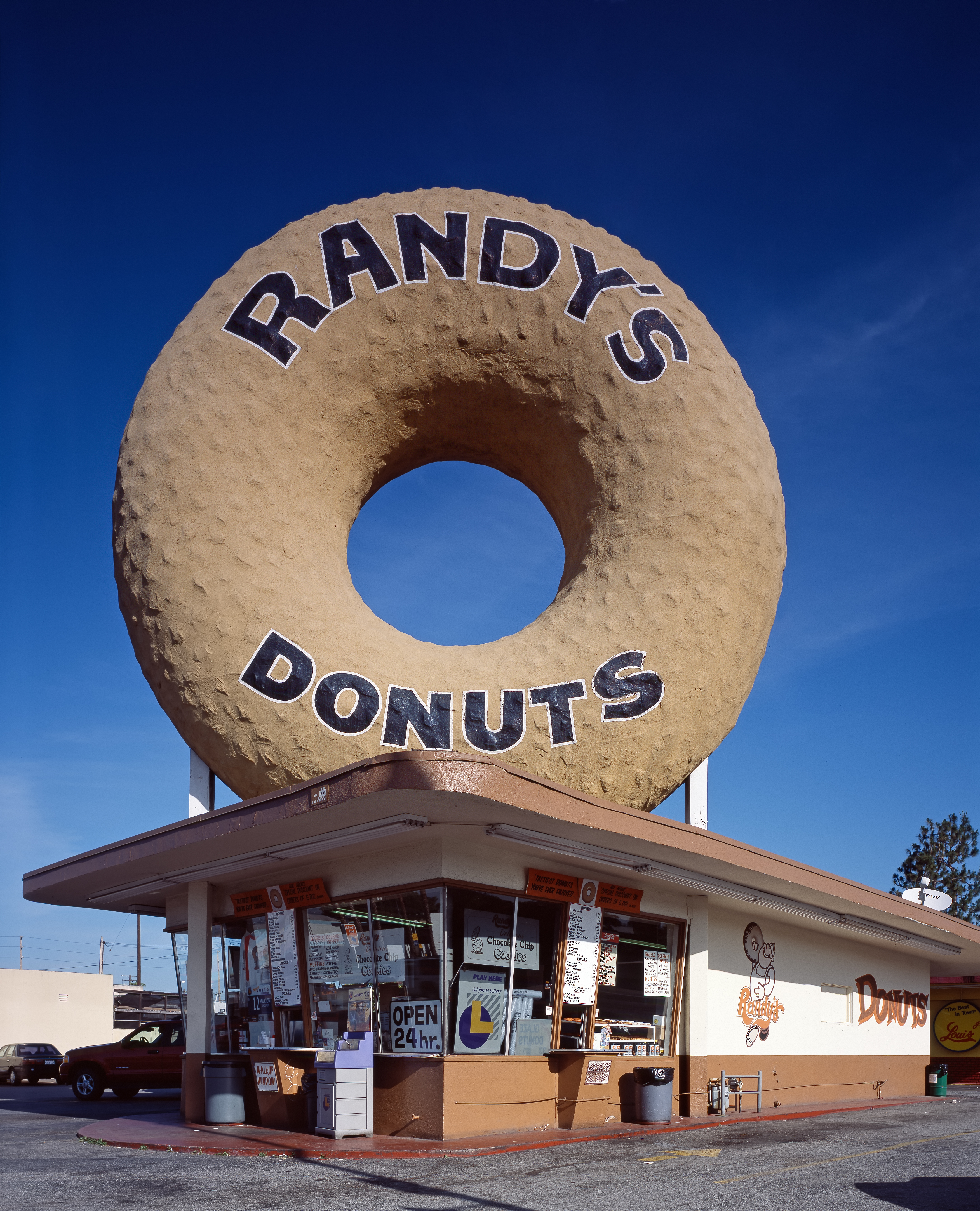
Randy's Donuts in Inglewood

Randy's Donuts is een drive-in-donutbakkerij en een opvallend bouwwerk met een reusachtige donut op het dak in Inglewood (Californië), in de omgeving van de internationale luchthaven van Los Angeles. Het bouwwerk dateert uit de vroege 20e eeuw, toen programmatische architectuur erg populair was in Zuid-Californië. Die stijl, waarbij men structuren ontwierp in de vorm van bijvoorbeeld een product dat er verkocht werd, floreerde er in de jaren 20 en 30.

## Geschiedenis
Randy's werd in 1953 gebouwd als de tweede locatie van de voormalige keten Big Donut Drive-In. In totaal werden er in de jaren 50 tien zulke donutzaken gebouwd, waarvan er tegenwoordig nog vijf overblijven: Kindle's Donuts in Los Angeles, Randy's Donuts in Inglewood, Donut King II in Gardena, Dale's Donuts in Compton en Bellflower Bagels in Bellflower. Elk van die zaken heeft een opvallende donut op het dak. De vijf andere Big Donut-zaken zijn afgebroken. In de jaren 70 verkocht de eigenaar van Big Donut Drive-In zijn filialen als individuele zaken. De winkel in Inglewood kwam in 1976 in handen van Robert Eskow, die hem "Randy's Donuts and Sandwiches" noemde. Twee jaren later kochten Ron en Larry Weintraub de zaak. Ze behielden de naam en zijn nog steeds eigenaar van Randy's Donuts. De zaak bevindt zich op 805 West Manchester Avenue.

## In de populaire cultuur
Randy's Donuts komt voor in films en televisieseries als Earth Girls Are Easy, Mars Attacks!, The Golden Child, Into the Night, Coming to America, Stripped to Kill, Problem Child 2, Breathless, Californication, California Girls, 2012, Iron Man 2, Volcano, Crocodile Dundee in Los Angeles, Escape from Petropolis en Love Letters. Daarnaast verscheen het bouwwerk (als "Andy's Donuts") in de videoclip van "Californication" van de Red Hot Chili Peppers. Zowel in de videoclip van "Californication" als in de film 2012 gaat het donutteken aan het rollen door een aardbeving.
In 2017 tekende Randy's Donuts, in samenwerking met Hip-Hopcollectief Odd Future voor een Live Nation Merchandise deal. Op 24 juni werd er ter ere van de lancering een speciaal event gehouden in en rond Randy's Donuts, waarbij muziek werd gedraaid, kleding werd verkocht en de donut op het dak (tijdelijk) tot het logo van Odd Future werd omgevormd.